# Associação Tailandesa de Hóquei no Gelo
A Associação Tailandesa de Hóquei no Gelo é o órgão que dirige e controla o hóquei no gelo da Tailândia, comandando as competições nacionais e a seleção nacional.